# Draba lasiophylla
Draba lasiophylla är en korsblommig växtart som beskrevs av John Forbes Royle. Draba lasiophylla ingår i släktet drabor, och familjen korsblommiga växter. Inga underarter finns listade i Catalogue of Life.